# Memorial de Rhodes
El Rhodes Memorial o Memorial de Rhodes, situat al Devil's Peak a Ciutat del Cap, Sud-àfrica, és un monument commemoratiu del polític sud-africà d'origen anglès Cecil John Rhodes (1853-1902). El memorial va ser dissenyat per l'arquitecte Herbert Baker.

## Ubicació
El memorial es troba al lloc preferit de Rodes, als vessants inferiors del Devil's Peak. El banc de fusta propietat de Rhodes encara està situat sota el monument commemoratiu. La magnífica vista que dona al nord-est es pot imaginar com l’inici de la carretera del Cap al Caire, el somni imperial de Rhodes d’una Àfrica colonial britànica que tingués Rhodes com un dels seus millors campions.
Rhodes posseïa àmplies zones dels vessants inferiors de la Muntanya de la Taula, la majoria de les quals va donar a la nació en morir. Una part de la seva finca es va utilitzar per al campus superior de la Universitat de Ciutat del Cap, una part és ara el Jardí Botànic Nacional de Kirstenbosch, mentre que molta altra cosa es va estalviar del desenvolupament.

## Arquitectura

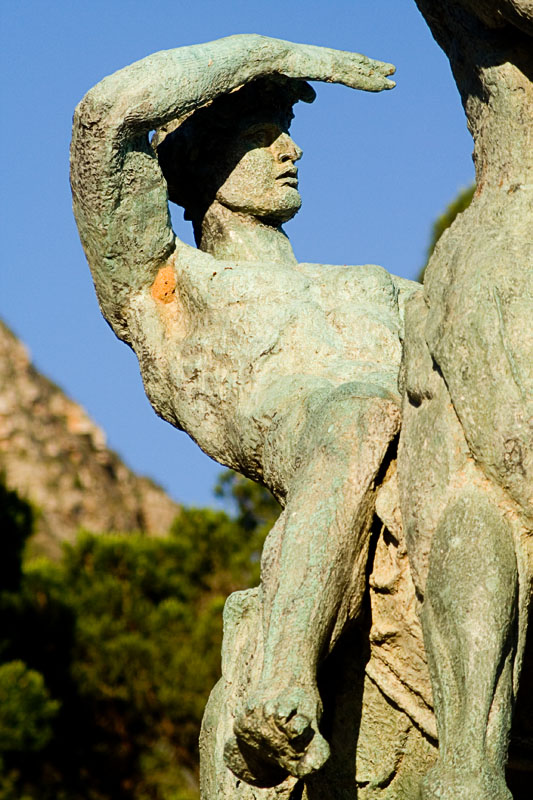
Detall de l'estàtua de bronze Physical Energy de George Frederic Watts

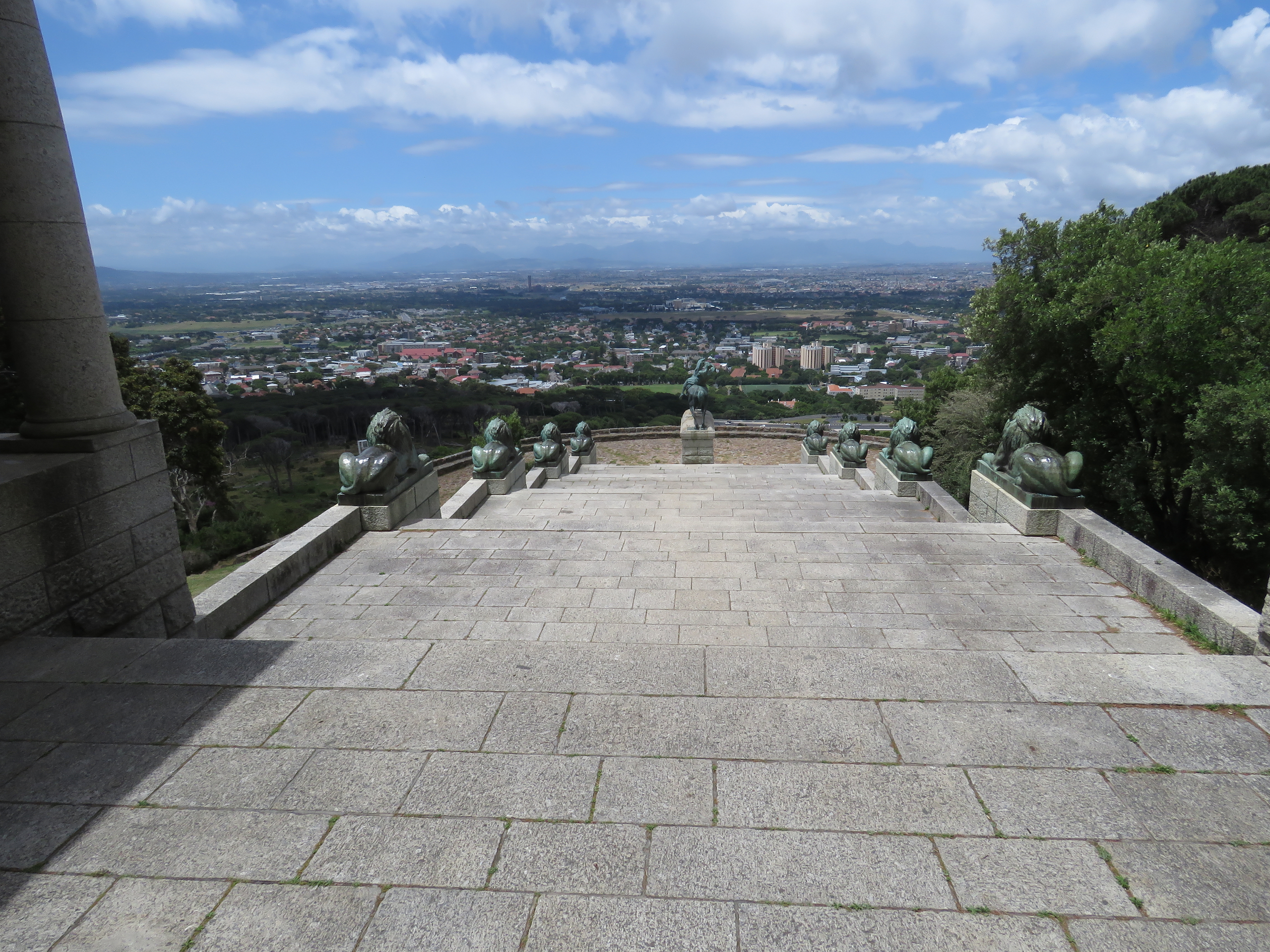
Vista a l'est, més enllà de l'estatuària.

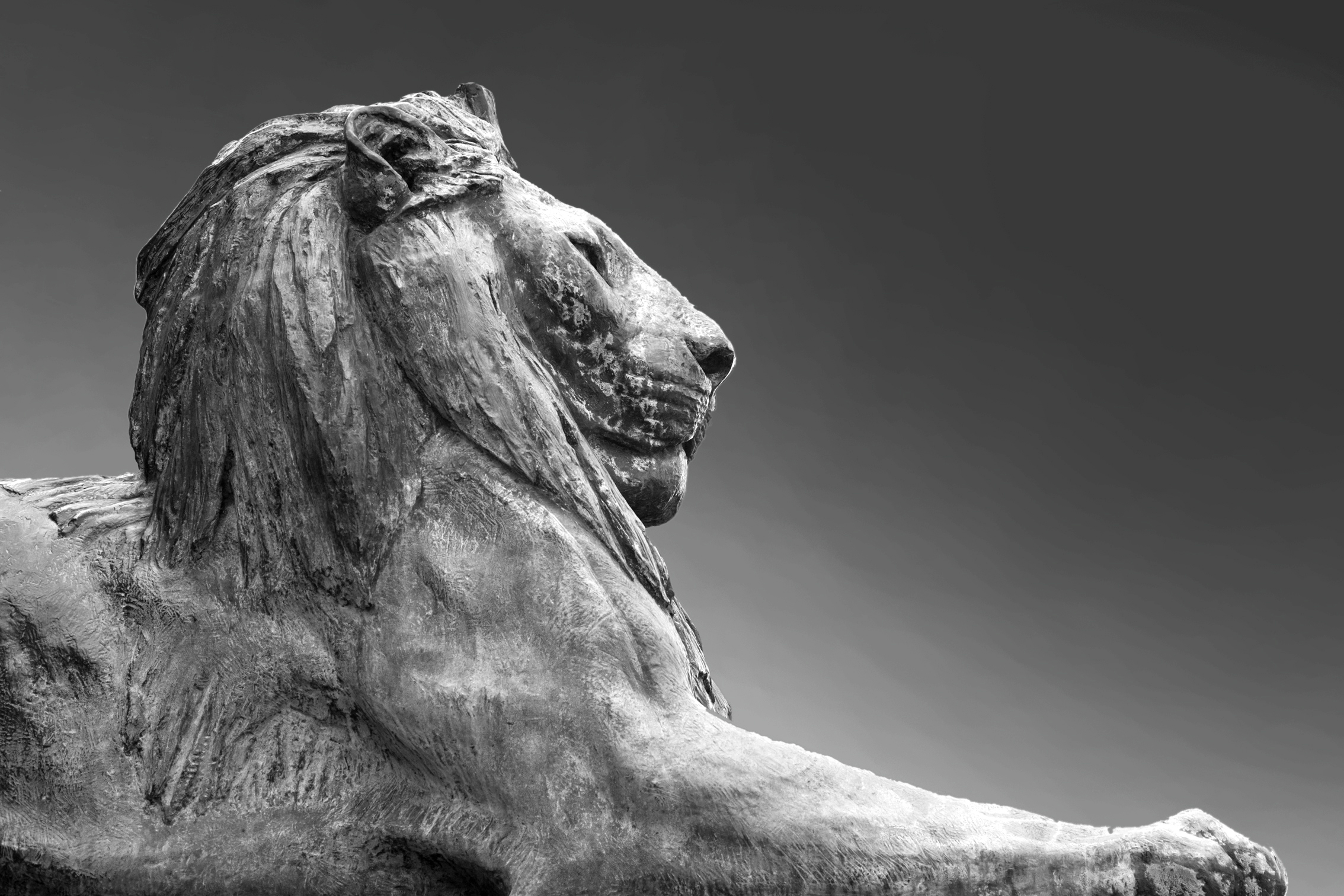
Una fotografia en blanc i negre d’un dels vuit lleons que flanquegen les escales del Memorial de Rodes.

L'arquitecte, Sir Herbert Baker, suposadament va modelar el memorial després del temple grec de Segesta, tot i que en realitat està més a prop del temple de Pèrgam. Consisteix en una enorme escala amb 49 esglaons (un per cada any de la vida de Rodes) que condueix des d'una terrassa semicircular fins a un monument rectangular en forma d'U format per pilars. El monument està construït amb granit del Cap extret a la muntanya de la Taula.
A la part inferior de les escales hi ha una estàtua de bronze d’un cavaller, Physical Energy de George Frederic Watts. Vuit lleons de bronze de John Macallan Swan flanquegen les escales que porten al memorial, amb un bust de Rodes (també de JM Swan). La inscripció al monument és "Per a l'esperit i el treball vital de Cecil John Rhodes que va estimar i va servir Sud-àfrica". Sota el bust de Rodes hi ha inscrites les darreres quatre línies de l’última estrofa del poema Burial de Rudyard Kipling de 1902 en honor de Rodes:
The immense and brooding spirit still
Shall quicken and control.
Living he was the land, and dead,
His soul shall be her soul!

L'esperit immens i cavil·lar encara
S'agilitzarà i controlarà.
Vivint era la terra, i mort,
La seva ànima serà la seva ànima!
El monument es va acabar i dedicar el 1912. Un memorial proposat pel secretari colonial Earl Grey mai es va materialitzar: una massiva estàtua de "colós de Rodes" amb vistes a Ciutat del Cap des del cim de Lion's Head, més aviat com l'estàtua de Crist amb vistes a Rio de Janeiro.

## Activitats a l'aire lliure
Avui el monument forma part del parc nacional de Table Mountain. Darrere del memorial hi ha una coneguda sala de te i és un popular mirador i lloc de pícnic que freqüenten estudiants de la Universitat de Ciutat del Cap (UCT), residents de Ciutat del Cap i també turistes. També és un punt de partida per caminar i fer senderisme al pic del Diable. Al voltant del memorial hi ha boscos de roures i pins de pedra d'Europa, i també hi ha algunes butxaques restants del bosc original afromontà a prop. Just dalt del pendent del Rhodes Memorial hi ha un petit bosc d’un famós arbre autòcton anomenat Silvertree. Table Mountain és possiblement l’únic lloc de la terra on aquest majestuós arbre creix salvatge i el Rhodes Memorial té un dels darrers llocs que sobreviuen.
Els daines alienes vivien a la zona, tot i que ara s’eliminen per deixar pas a la reintroducció d’espècies d’antílops autòctons. Sota el memorial hi ha un recinte de jocs on es guarden eland, zebra i nyus.
El Memorial de Rhodes no s'utilitza generalment per a esdeveniments, però acull actuacions ocasionals, un servei anual de sortida de sol de Pasqua i sovint s'utilitza com a lloc per filmar. Per motius de seguretat, la zona està tancada des de la posta de sol fins a la sortida del sol.

## La zona al voltant del memorial
Poc per sota del monument hi ha la Universitat de Ciutat del Cap (UCT), l’hospital Groote Schuur i Mostert’s Mill. A sobre del memorial hi ha el King's Blockhouse, i no gaire lluny es troba el lloc del zoo Groote Schuur, establert originalment com el zoo privat de Rodes. El zoo es va tancar a finals dels anys setanta i ara només queda el cau del lleó. La finca Groote Schuur de Rodes, a prop, és ara una residència presidencial sud-africana.
Al campus de la UCT es trobava una estàtua de Rodes, a la part inferior de les escales de Sarah Baartman Hall amb vistes als camps de rugbi de la universitat. Aquesta estàtua s’havia convertit en el focus de les protestes del març del 2015 que demanaven la seva retirada. Ara s’ha eliminat definitivament.
La zona al voltant del monument es va veure afectada pel foc de la Muntanya de les Taules el 2021 i la cafeteria del visitant va ser cremada.

## Vandalisme

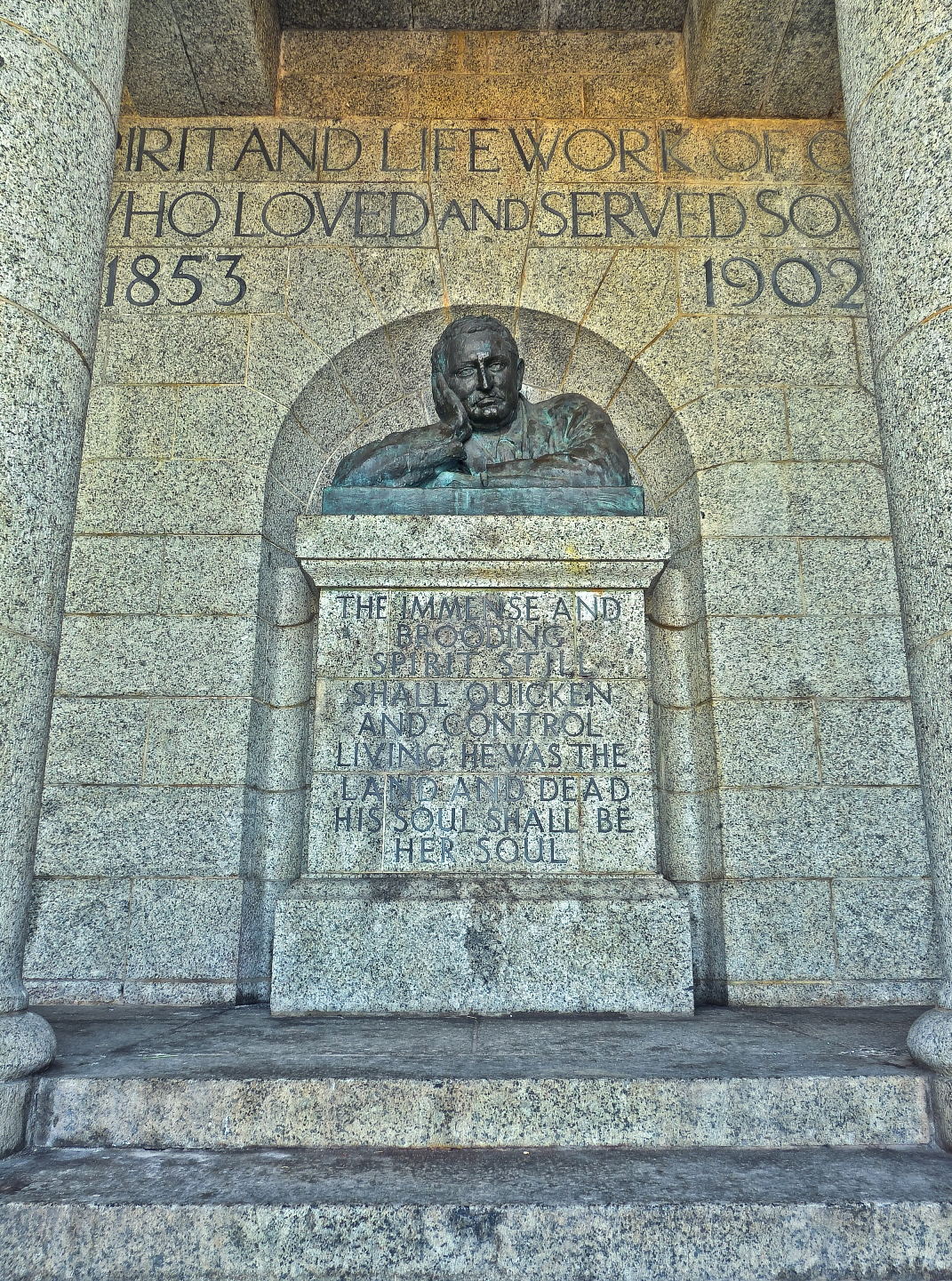
El bust de bronze de Cecil John Rhodes al Rhodes Memorial abans que fos vandalitzat.

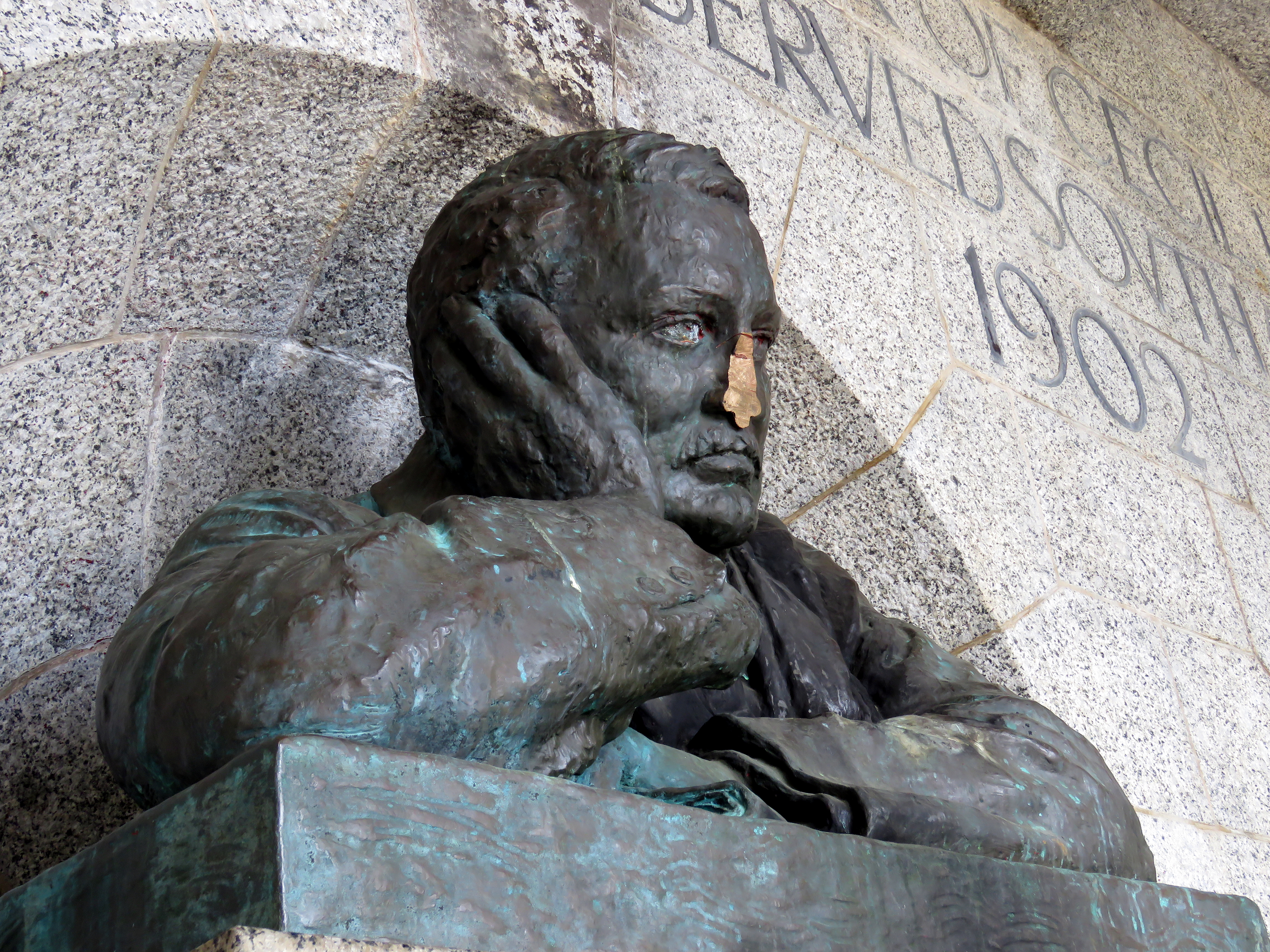
El bust desfigurat el 2015: tingueu en compte el nas que faltava.

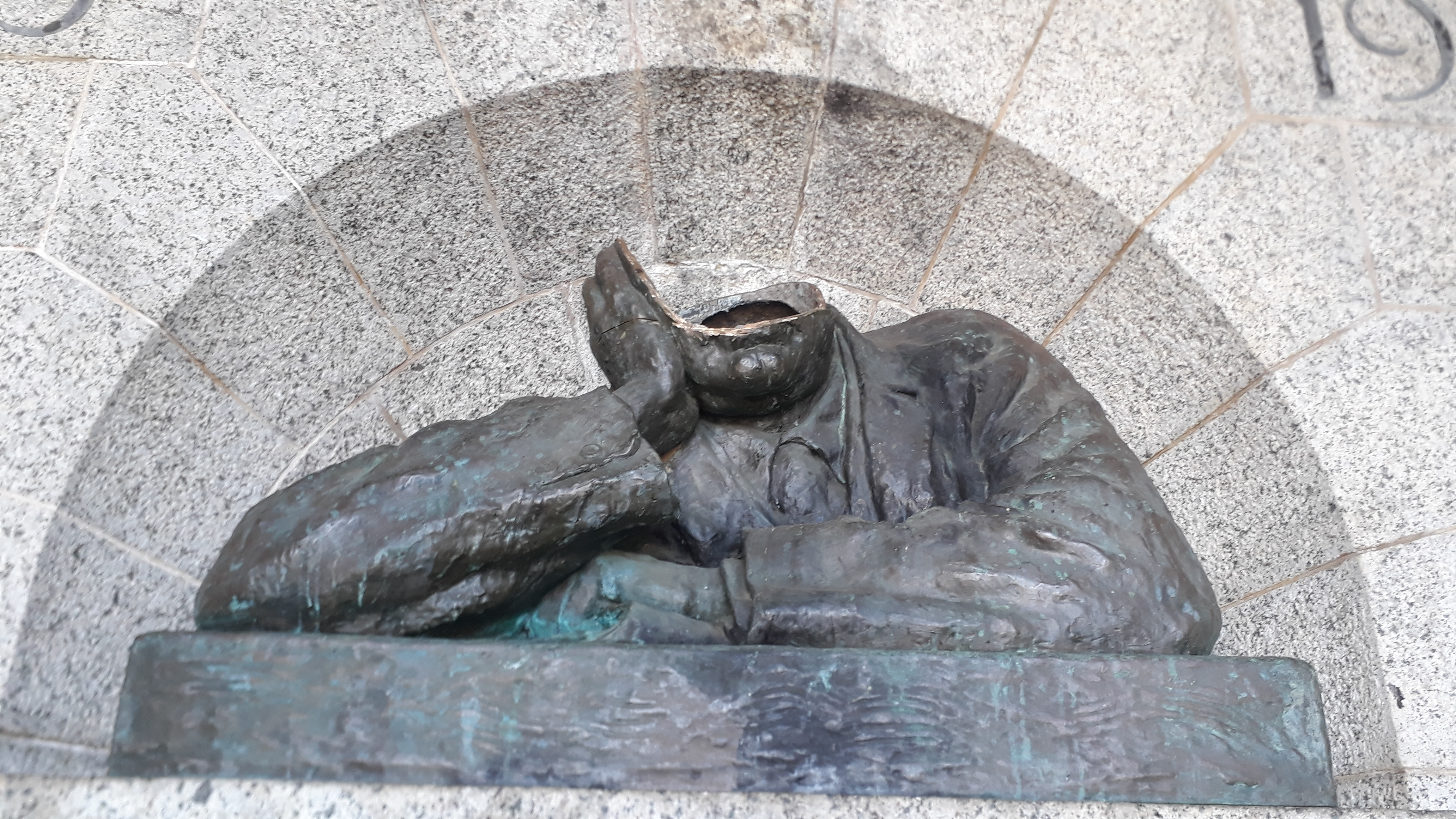
El bust decapitat el juliol de 2020.

El setembre de 2015, el bust de bronze de Rhodes al monument va ser vandalitzat. Se li va tallar el nas i el monument es va esquitxar de pintades que acusaven Rhodes de "racista, lladre, [i] assassí". Semblava que els vàndals havien intentat tallar-se tot el cap. El nas va ser restaurat posteriorment per un artista i historiador local. El juliol de 2020, el bust va ser decapitat. El cap es va recuperar a prop i es va tornar a col·locar el dia del patrimoni més tard aquell mateix any.